# Notiotitanops
Notiotitanops (del griego Gran cara del sur) es un brontoterio endémico de América del Norte que vivió durante el Eoceno  hace entre 48,6 y 37,2 millones de años.

## Taxonomía
Notiotitanops fue nombrado por  Gazin y Sullivan (1942). Su tipo es Notiotitanops Mississippiensis. Fue asignado a Titanotheriidae por Gazin y Sullivan (1942); y a Brontotheriidae por Mader (1998).

## Morfología
M. Mendoza examinó el peso corporal de dos especímenes. El primer espécimen tenía un peso estimado de 167,1 kg. El segundo espécimen tenía un peso estimado de 617 kg.